# Oakwood, New South Wales
Oakwood är en ort i Australien. Den ligger i kommunen Inverell och delstaten New South Wales, i den sydöstra delen av landet, omkring 470 kilometer norr om delstatshuvudstaden Sydney. Antalet invånare är 694.
Trakten runt Oakwood är nära nog obefolkad, med mindre än två invånare per kvadratkilometer.. Närmaste större samhälle är Inverell, omkring 16 kilometer sydost om Oakwood.
Trakten runt Oakwood består till största delen av jordbruksmark. Genomsnittlig årsnederbörd är 880 millimeter. Den regnigaste månaden är januari, med i genomsnitt 134 mm nederbörd, och den torraste är april, med 36 mm nederbörd.